# طبرقة
طَبَرْقَة : مدينة تونسية تقع في ولاية جندوبة شمال الجمهورية التونسية تقع على بعد 175 كيلومترا شمال غرب تونس العاصمة عدد سكانها 15,634 نسمة حسب إحصائيات سنة 2004 وهي مدينة سياحية تتميز بخضرة موقعها وإطلالها على البحر. تستمد مدينة طبرقة اسمها من اللغة الفينيقية القديمة وهو تَا برقة Thabraca الفينيقي كنعاني الأصل و هو نسبة لعائلة 'برقة' . وهي شديدة البرودة. تمتاز أيضا بامتزاج المناطق الساحلية مع المناطق ذات الجبال فهي تطللّ على البحر بجبالها العالية.
طبرقة مدينة سياحية معروفة بأنشطة الغوص (الغوص في قاع البحر يمارس فيها صيد الأسماك لالوقار وجراد البحر) والشعاب المرجانية المستخدمة في المجوهرات. كما تعرف بمهرجاناتها (مهرجان الجاز طبرقة الشهيرة أو مهرجان الموسيقى اللاتينية) حصن جنوة والإبر.
بها مطار دولي يقع على بعد حوالي خمسة عشر كيلومترا إلى الشرق من المدينة.
مدينة طبرقة التونسية الساحرة الجميلة أكبر موسوعة صور «لبالما تونس»
و هي أهم منطقة سياحيّة في إقليم الشمال الغربي.

## الجغرافيا
تقع مدينة طبرقْة في منطقة منحصرة بين البحر الأبيض المتوسط من جهة وجبال أشجار البلوط والفلين من جهة أخرى واسمها الفينيقي القديم ثابركا وكانت مرفأ صيد صغيرا شهيرا بما يتوفر فيه من جراد البحر. وتبلغ طول سواحل طبرقة 25 كم وهي ثاني أشهر مدينة في العالم في تصدير المرجان.
هضاب وسهول وأودية وشاطئ أزرق بديع، وأشجار غابية وأودية تناثرت على كل القرى القريبة.. وادي الزرقاء، وادي المالح، وادي نفزة، عين الصبح وشتاتة وطبابة، وادي سرسار، ووادي الكريم.. ماء وخضرة وجمال هي طبرقة هذه الأيام.

### الموقع
تقع مدينة طبرقة في الشمال الغربي للبلاد التونسية، على مسافة 200 كلم شمال العاصمة تونس من الجهة الغربية للبحر الأبيض المتوسط. تحدّها من الناحية الخلفية جبال متنوعة بغاباتها الكثيفة الأشجار، وبناياتها المتنوعة. وللمدينة طابع معماري مميز ببيوتها ذات السقوف القرميدية الحمراء.

## التاريخ

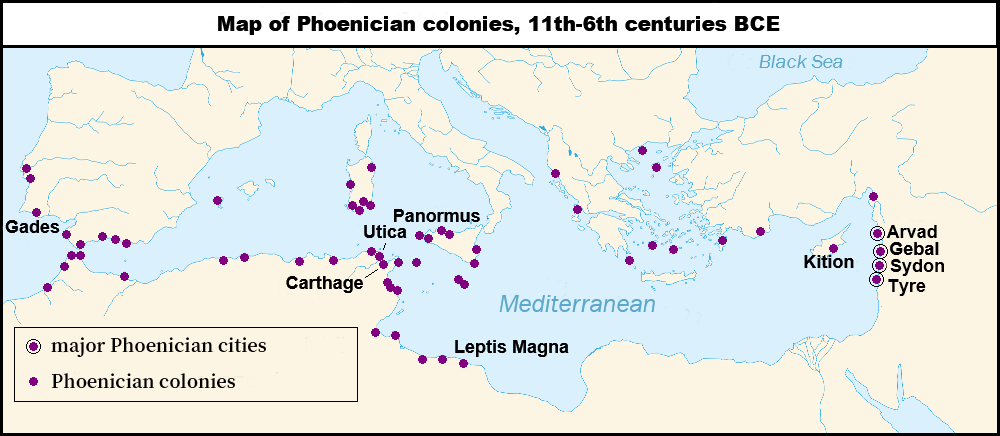
محطات بحرية فينيقية

### التأسيس
وطبرقة مدينة عريقة أسسها الفينيقيون الكنعانيون منذ 2800 عام، تحت اسم «ثابركة» (بلاد العليق أو موطن الظلال)، تقع في الشمال الغربي للبلاد التونسية، على مسافة 200 كم شمال العاصمة تونس من الجهة الغربية للبحر الأبيض المتوسط.

### الحقبة الرومانية
عرفت طبرقة عصور من الازدهار طيلة القرن الثالث والرابع الميلادي، عندما كانت المراكب الرومانية تحمّل عبرها الفلين والرخام والحبوب.

### العصور الوسطى
شهدت المدينة ازدهارًا مرة أخرى في ظل سلالات الأغالبة والفاطميين بفضل مرجانها. ومع ذلك ، فإنه يتراجع بعد التخلي عن استغلاله ويصبح مهجورًا تقريبًا وفقًا لفرانسوا فيشيه دي كليرفونتين.
وهذا يشير إلى أن الأوروبيين الأوائل ، الذين اجتذبتهم الشعاب المرجانية التي تعتبر من أفضل المناطق في شمال إفريقيا ، قد وصلوا عام 1446. إلا أنهم استجابوا قبل كل شيء لدعوة حاكم تونس الذي أعطى الاستغلال أولاً. امتياز لبارشلوني ، رافائيل فيفيس 1446-1448 ، قبل تسليمه إلى جنوة الذي نجح من 1451 إلى 1506

### التبعية لإمارة جنوة
وبين 1540 و1741 خضعت المدينة إلى هيمنة جمهورية جنوة، وحكمتها عائلة لوميليني الإيطالية الثرية، التي عرفت بالتجارة، وكان أشهر ما أنجزته هذه العائلة هو الحصن الضخم فوق جزيرة صغيرة قرب المدينة.

## الإقتصاد

### السياحة
ويجد هواة الغوص في أعماق البحر خير ميدان لممارسة هواياتهم. وكانت مكونات المدينة البحر والغابة والجبل مصدر إلهام وسحر لكل من زارها وتمتع بجمالها. فقلما تجد مدينة تجمع بين مكونات الطبيعة الثلاثة غير طبرقة، وربما مدن مثل بالما الإسبانية أو موناكو الفرنسية.
وتتميز مدينة طبرقة الحالية على بقيّة المدن التونسية، بمنازلها البيضاء والزرقاء، ذات الأسقف المكسوّة بالقرميد الأحمر، وكذلك بشاطئها الجميل الممتد بين الغابة والجبل في سلسلة من الكثبان الرملية والخلجان الصخرية، ولذا يجد هواة الغوص في أعماق البحر خير ميدان لممارسة هواياتهم، ولكل هذا يستقبل مطار طبرقة ما يزيد عن نصف مليون زائر كل عام.

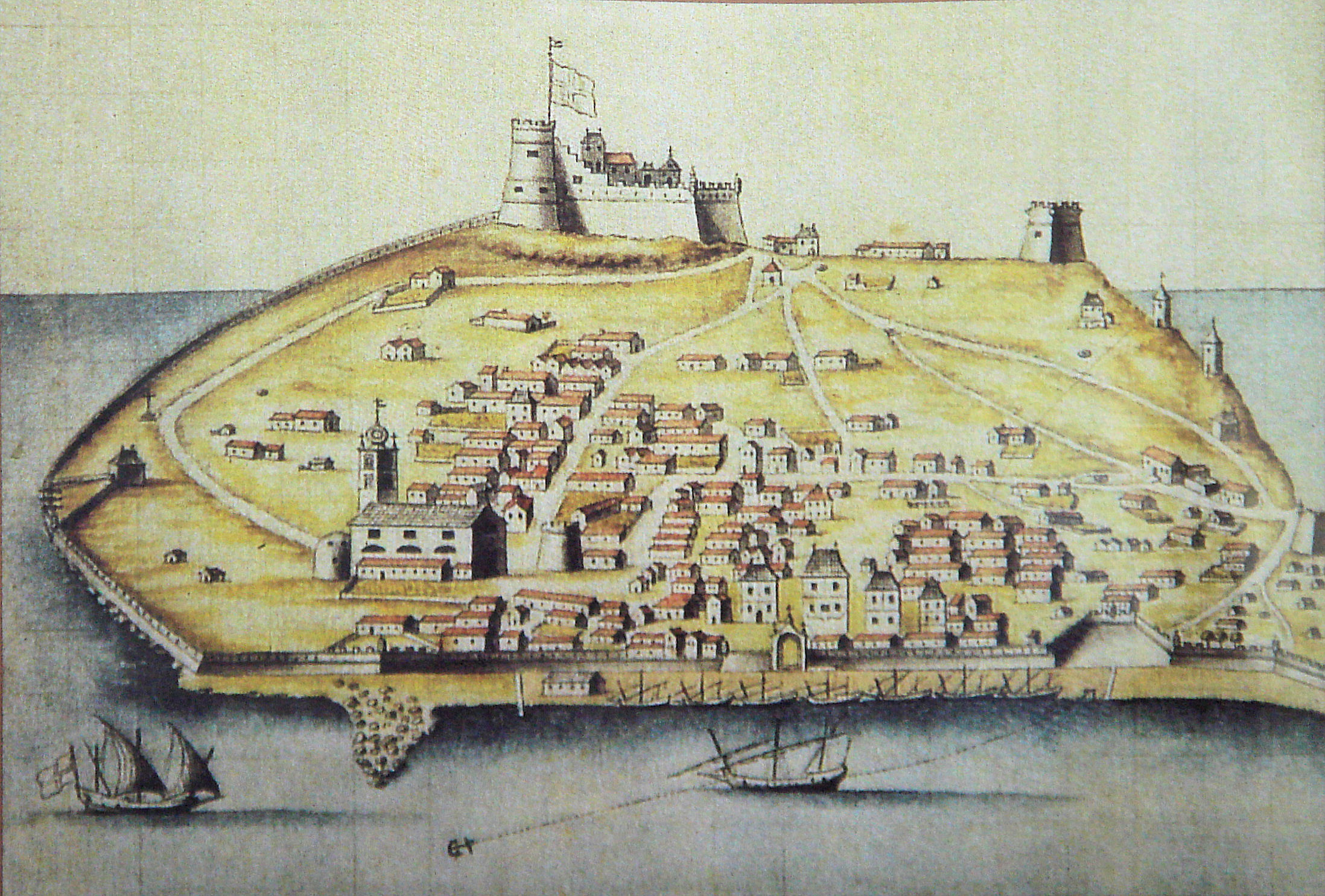

إضافة لوجود القلعة الجنوية التي يعود تاريخها إلى القرن الرابع عشر ميلاديا.

## الثقافة
تتحول مدينة طبرقة، التي تنام برفق على الحدود الساحلية الشمالية لتونس، في فصل الصيف إلى مهرجان من البهجة الدائمة. فالمدينة التي تقع بين البحر والجبل والغابة، تصبح كاللوحة الساحرة، تخلب الأنظار، وتسحر العقول.